# LT정밀
LT정밀 주식회사(영어: LT Precision LTD.)는 LT그룹 계열의 전자부품 제조, 자동차부품 제조 기업이다.

## 연혁
- 1986년 3월 10일 일본 광중산업(주)와 합작하여 '진광정기(주)' 설립
- 1991년 12월 본사 이전 (창원시 성주동 53)
- 1996년 1월 희성정밀 주식회사로 상호 변경
- 1996년 6월 백라이트 사업부 발족
- 1997년 2월 백라이트 유닛 생산 공장 준공
- 1998년 10월 도광판 인쇄 공장 준공
- 2002년 2월 희성정밀 부속 연구소 설립
- 2005년 3월 주종목 대표이사 취임
- 2009년 11월 2공장 준공 및 정밀사업부 2공장으로 이전
- 2019년 1월 LT정밀 주식회사로 상호 변경.

## 생산 제품
- 자동차 부품
- 에어컨 냉매 밸브
- 공기 조화 장치
- LCD모니터 부품
- 비디오 헤드 드럼
- 알미늄